# Dr. Reddy’s Laboratories
Dr. Reddy's (Dr. Reddy's Laboratories) — індійська фармацевтична компанія зі штаб-квартирою в Хайдарабаді, друга за обсягами продажів лікарських засобів в Індії (2015, після Sun Pharmaceutical). Випускає як дженерики (Цетрин, Екзифін), так і патентовані препарати (Ібуклін, Декспан Плюс, Кеторол-гель), також надає фармацевтичні послуги, виробляє фармсубстанції.
Заснована в 1984 році доктором Анджі Редді. Крім національного, працює на міжнародних ринках, в основному — в країнах, що розвиваються. У Росії продукція фірми з 1992 року, у 2003 році був створений власний філіал зі складом для обслуговування на території Росії. У 2016-2017 роки компанія почала освоєння західноєвропейського ринку, запустивши продаж лікарських засобів в Італії, Іспанії, Франції. Ліки продаються і в Україні.